# 공룡시대 7
공룡시대 7(The Land Before Time VII: The Stone Of Cold Fire)은 미국에서 제작된 찰스 그로스브너 감독의 2000년 애니메이션 영화이다. 제프 베넷 등이 주연으로 출연하였고 찰스 그로스브너 등이 제작에 참여하였다.

## 출연

### 주연
- 제프 베넷
- 짐 커밍스
- 아리아 노엘 커즌
- 토마스 데커
- 패티 도이치
- 미리암 플린
- 존 잉글
- 찰스 킴브로우
- 트레스 맥닐
- 케네스 마스
- 앤디 맥아피
- 롭 폴슨
- 마이클 요크

## 제작진
- 배역: 수잔 블루